# Associazione Calcio Carpi 1977-1978
Questa pagina raccoglie le informazioni riguardanti l'Associazione Calcio Carpi nelle competizioni ufficiali della stagione 1977-1978.

## Stagione
Il Carpi vince il campionato ed è promosso in Serie C2.

## Rosa
| N. |                   | Ruolo | Calciatore            |
| -- | ----------------- | ----- | --------------------- |
|    | Italia (bandiera) | C     | Paolo Barilli         |
|    | Italia (bandiera) | D     | Corrado Berni         |
|    | Italia (bandiera) | C     | Gianni Bezzi          |
|    | Italia (bandiera) | D     | Pierluigi Bonetti     |
|    | Italia (bandiera) | D     | Wilson Canovi         |
|    | Italia (bandiera) | C     | Gian Domenico Carzoli |
|    | Italia (bandiera) | C     | Claudio Cianchetti    |
|    | Italia (bandiera) | C     | Marco Eusepi          |
|    | Italia (bandiera) | D     | Franco Falcetta       |
|    | Italia (bandiera) | C     | Sergio Fiata          |

| N. |                   | Ruolo | Calciatore        |
| -- | ----------------- | ----- | ----------------- |
|    | Italia (bandiera) | A     | Rambaldo Forzini  |
|    | Italia (bandiera) | A     | Marco Gibertini   |
|    | Italia (bandiera) | C     | Lamberto Grazioli |
|    | Italia (bandiera) | D     | Ivo Iaconi        |
|    | Italia (bandiera) | A     | Giancarlo Magnani |
|    | Italia (bandiera) | P     | Fabio Martinelli  |
|    | Italia (bandiera) | A     | Paolo Nissoli     |
|    | Italia (bandiera) | P     | Mario Rama        |